# 凃韶芳
凃韶芳（1965年10月12日— ），台灣台南市人，民主進步黨第11屆中央評議委員，台南市議員。私立文藻外國語文專科學校英國語文科畢業，美國蒙特利爾國際研究學院國際政治學學士、碩士。